# Epirhyssa nitobei
Epirhyssa nitobei là một loài tò vò trong họ Ichneumonidae.